# Dijagram uticaja
Dijagram uticaja (ID) (koji se naziva i dijagram relevantnosti, dijagram odluka ili mreža odlučivanja) je kompaktan grafički i matematički prikaz situacije odluke. To je generalizacija Bajesove mreže, u kojoj se mogu modelovati i rešavati ne samo problemi verovatnoće zaključivanja, već i problemi donošenja odluka (prateći kriterijum maksimalne očekivane korisnosti).
ID je prvi put razvijen sredinom 1970-ih od strane analitičara odlučivanja sa intuitivnom semantikom koju je lako razumeti. Sada je široko prihvaćen i postaje alternativa stablu odlučivanja koje obično pati od eksponencijalnog rasta broja grana sa svakom modelovanom promenljivom. ID je direktno primenljiv u analizi timskih odluka, jer omogućava da se nepotpuno deljenje informacija među članovima tima modeluje i eksplicitno rešava. Proširenja ID-a takođe nalaze svoju upotrebu u teoriji igara kao alternativno predstavljanje stabla igre.

## Literatura
- Detwarasiti, A.; Shachter, R.D. (децембар 2005). „Influence diagrams for team decision analysis” (PDF). Decision Analysis. 2 (4): 207—228. doi:10.1287/deca.1050.0047.[мртва веза]
- Holtzman, Samuel (1988). Intelligent decision systems. Addison-Wesley. ISBN 978-0-201-11602-1.
- Howard, R.A. and J.E. Matheson, "Influence diagrams" (1981), in Readings on the Principles and Applications of Decision Analysis, eds. R.A. Howard and J.E. Matheson, Vol. II (1984), Menlo Park CA: Strategic Decisions Group.
- Koller, D.; Milch, B. (октобар 2003). „Multi-agent influence diagrams for representing and solving games” (PDF). Games and Economic Behavior. 45: 181—221. doi:10.1016/S0899-8256(02)00544-4.
- Pearl, Judea (1988). Probabilistic Reasoning in Intelligent Systems: Networks of Plausible Inference. Representation and Reasoning Series. San Mateo CA: Morgan Kaufmann. ISBN 0-934613-73-7.
- Shachter, R.D. (1986). „Evaluating influence diagrams” (PDF). Operations Research. 34 (6): 871—882. doi:10.1287/opre.34.6.871.[мртва веза]
- Shachter, R.D. (1988). „Probabilistic inference and influence diagrams” (PDF). Operations Research. 36 (4): 589—604. doi:10.1287/opre.36.4.589. hdl:10338.dmlcz/135724 .[мртва веза]
- Virine, Lev; Trumper, Michael (2008). Project Decisions: The Art and Science. Vienna VA: Management Concepts. ISBN 978-1-56726-217-9.
- Pearl, J. (1985). Bayesian Networks: A Model of Self-Activated Memory for Evidential Reasoning (UCLA Technical Report CSD-850017). Proceedings of the Seventh Annual Conference of the Cognitive Science Society 15–17 April 1985. University of California, Irvine, CA. стр. 329—334. Приступљено 2010-05-01.
- Pearl, J. (децембар 2005). „Influence Diagrams — Historical and Personal Perspectives” (PDF). Decision Analysis. 2 (4): 232—4. doi:10.1287/deca.1050.0055.

## Spoljašnje veze
- What are influence diagrams?